# تپه جنوب گورستان حمزه‌آباد
تپه جنوب قبرستان حمزه آباد مربوط به سدهٔ ۸ تا ۱۲ ه‍.ق است و در شهرستان زابل، بخش شیب آب، دهستان لوتک، ۱/۲ کیلومتری جنوب غربی روستای حمزه آباد واقع شده و این اثر در تاریخ ۲۷ اسفند ۱۳۸۶ با شمارهٔ ثبت ۲۲۶۴۷ به‌عنوان یکی از آثار ملی ایران به ثبت رسیده است.